# Mediorhynchus orientalis
Espèce
Synonymes
- Mediorhynchus bullocki Gupta & Jain, 1973[1]

Mediorhynchus orientalis est une espèce d'acanthocéphales de la famille des Gigantorhynchidae.

## Distribution
C'est un parasite digestif d'oiseaux limicoles en Russie.

## Publication originale
- Belopolskaya, 1953 : The helminths of Charadriiformes of USSR. Helminthology papers presented at Skrjabin's 75th birthday, p. 47-65 (ru).